# 桑塞利亚斯
桑塞利亚斯（西班牙語：Sancellas）是西班牙巴利阿里群岛的一个市镇。总面积53平方公里，总人口2146人（2001年），人口密度40人/平方公里。